# Catalina Parra
María Catalina Parra Troncoso (Santiago, 9 de mayo de 1940), más conocida como Catalina Parra, es una artista chilena autodidacta que usa la técnica del fotomontaje para crear mensajes en contra de las desigualdades políticas en América (lo hizo particularmente en su ciudad natal durante la dictadura militar del general Augusto Pinochet).
Hija mayor del poeta Nicanor Parra, trabajó con su padre en diversos «trabajos prácticos y artefactos visuales» desde su casa en Manhattan.

## Biografía

### Primeros años
Catalina fue la primera de tres hermanos nacidos del matrimonio del poeta Nicanor Parra y Ana Delia Troncoso Cisterna. Forma parte de una renombrada familia de artistas chilenos, en general todos contrarios a la dictadura militar liderada por Augusto Pinochet.
Catalina comenzó su carrera artística después de llegar a fines de los años 1960 a Alemania con el poeta, crítico y teórico de arte Ronald Kay, su segundo marido, con quien se casó en 1968 y quien había obtenido una beca para hacer un posgrado en la Universidad de Constanza.

### Alemania 1969-1972
Cuando Parra se mudó a Alemania, desarrolló un interés en la técnica artística del fotomontaje. Su primer trabajo consistió en collages que incorporaron sus dibujos y materiales impresos de significado personal.

### Década de 1970 en Chile
Catalina Parra regresó a Chile durante un período de confusión bajo el régimen del general Augusto Pinochet. Durante su estadía en Chile, comenzó a incorporar elementos de las noticias en sus collages para expresar mensajes políticos de opresión y violencia en el país. En esa época creó Reconstrucciones, obra constituida por collages inspirada en política para la que juntaría o zurciría fragmentos de artículos del diario, fotografías o publicidad utilizando hilo, cartón y cinta adhesiva. Contribuyó asimismo a las emblemáticas publicaciones literarias Manuscritos y V.I.S.U.A.L. En 1977 tuvo su primera exhibición, Imbunches, que la consolidó como artista.

### Estados Unidos y Argentina (1980 - actualidad)
En 1980, gracias a una beca Guggenheim de un año, dejó Chile y se mudó a Nueva York en busca de sus influencias del bauhaus y el arte pop. Recién separada de Ronald Kay, partió con sus tres hijos, que se encontraban en etapa preuniversitaria (el padre de sus hijos había fallecido hace años). Allí utilizó la prensa estadounidense como materiales para realizar obras. De ese período son Coming your Way (Banff, 1994), The Human touch (1989) y Here, there, everywhere (1992), trabajos en los que Catalina Parra examina de manera crítica tanto la intervención militar como las promesas vacías de instituciones financieras y la sociedad de consumo capitalista.
En el invierno de 1987 fue seleccionada junto a otros artistas visuales por el Public Art Fund para proyectar una de sus obras en la gigante pantalla pública de noticias Spectacolor, ubicada en el corazón del Times Square. Catalina decidió proyectar una animación por computadora con el artefacto de su padre Nicanor «USA, Where Liberty is a Statue» («USA/ donde la libertad/ es una estatua») el cual fue transmitido durante dos semanas del mes de febrero, durante treinta segundos cada media hora. Catalina y su padre, de visita en Nueva York, fueron juntos a ver la primera aparición de la proyección. Mediante este controversial artefacto, los Parra buscaron cuestionar la visión estadounidense de la libertad.
En Estados Unidos, Catalina enseñó en el Museo Del Barrio, una escuela de arte dedicada a la enseñanza de varias formas de arte para jóvenes desaventajados. Ello le ganó el reconocimiento de la Latin American Women Artist Association principalmente su papel en la educación y sus contribuciones al fomento de los derechos de la minoría. Parra fue nombrada en 2000 agregada cultural de Chile en Argentina, puesto en el que trabajó hasta 2009, cuando nuevamente regresó a Nueva York, donde reside.
En junio de 2018 presentó, junto con su hermano Alberto, una querella para anular el testamento de su padre, Nicanor Parra, que dejó como albacea de sus bienes a su media hermana Colombina Parra, hija del poeta y de la artista plástica catalana Nury Tuca.